# Большое Кольцово (Владимирская область)
Большое Кольцово — деревня в Селивановском районе Владимирской области России, входит в состав Малышевского сельского поселения.

## География
Деревня расположена в 11 км на восток от центра поселения села Малышево и в 15 км на юг от райцентра рабочего посёлка Красная Горбатка.

## История
Деревня впервые упоминается в окладных книгах 1676 года в составе Коробщиковского прихода, в деревне Кольцово числились 4 двора помещиков и 2 двора крестьянских.
В конце XIX — начале XX века деревня входила в состав Драчевской волости Меленковского уезда, с 1926 года — в составе Муромского уезда. В 1859 году в деревне числилось 33 двора, в 1905 году — 57 дворов, в 1926 году — 70 дворов.
С 1929 года деревня являлась центром Больше-Кольцовского сельсовета Селивановского района, с 1940 года — в составе Переложниковского сельсовета, с 2005 года — в составе Малышевского сельского поселения.

## Население
| 1859 | 1905 | 1926 | 2002 | 2010 | 2021 |
| ---- | ---- | ---- | ---- | ---- | ---- |
| 241  | ↗244 | ↗361 | ↘27  | ↘24  | ↘12  |